# Jussie Smollett
Jussie Smollett (21 de junio de 1982) es un actor y cantante estadounidense. Comenzó su carrera como actor infantil en 1991 en The Mighty Ducks (1992). De 2015 a 2019, interpretó al músico Jamal Lyon en la serie dramática Empire de Fox.
En enero de 2019, simuló un delito de odio contra sí mismo en Chicago y luego hizo declaraciones falsas a la policía sobre el incidente. En diciembre de 2021, fue condenado por cinco delitos graves de alteración del orden público; fue sentenciado en marzo de 2022 a 150 días en la cárcel del condado. Desde entonces ha sido puesto en libertad bajo fianza mientras su caso estaba en apelación. El 1 de diciembre de 2023, el Tribunal de Apelaciones de Illinois rechazó la apelación de Smollett en una decisión de 2 a 1, y Smollett deberá completar su sentencia de 150 días.

## Primeros años
Jussie Smollett nació en Santa Rosa, California, hijo de Joel y Janet (Harris, de soltera) Smollett. Tiene tres hermanos y dos hermanas: Jake, Jocqui, Jojo, Jurnee y Jazz, algunos de los cuales también son actores. Smollett es birracial y judío; su madre es afroestadounidense y su padre es judío. Ha dicho que su padre «te mataría si lo llamaras blanco». Su padre estuvo ausente de su vida durante una parte importante de su infancia. La familia se mudó al vecindario Elmhurst del distrito de Queens en la ciudad de Nueva York cuando él tenía dos años de edad y luego a Los Ángeles cuando tenía alrededor de siete años. Smollett se graduó de Paramus Catholic High School en Paramus, Nueva Jersey. Cuando tenía 19 años, Smollett les dijo a sus padres que era homosexual.

## Falso delito de odio
El 29 de enero de 2019, Smollett declaró a la policía que había sido atacado físicamente afuera de su edificio de apartamentos y había recibido insultos raciales y homofóbicos. Fue ingresado en el Northwestern Memorial Hospital y fue dado de alta «en buenas condiciones» más tarde esa mañana. Una investigación policial posterior reveló que Smollett pagó 3500 dólares a dos hermanos de origen nigeriano que eran conocidos suyos en el trabajo para organizar el ataque.
El 20 de febrero de 2019, un gran jurado acusó a Smollett de un delito grave de clase 4 por presentar un informe policial falso. El 26 de marzo de 2019, se retiraron todos los cargos presentados contra Smollett. El primer fiscal estatal adjunto, Joseph Magats, dijo que la oficina llegó a un acuerdo con el equipo de defensa de Smollett en el que los fiscales retiraban los cargos contra Smollett a cambio de realizar 16 horas de servicio comunitario y perder su fianza de 10 000 dólares. El 12 de abril de 2019, la ciudad de Chicago presentó una demanda en el Tribunal de Circuito del Condado de Cook contra Smollett por los costos, por un total de 130 105,15 dólares, de las horas extras que las autoridades gastaron en investigar el engaño. En noviembre de 2019, Smollett presentó una contrademanda contra la ciudad de Chicago alegando que fue víctima de «daño y ridículo público masivo» y argumentando que no se le debería obligar a reembolsar a la ciudad el costo de la investigación.
Después de que se retiraron los cargos, se hicieron acusaciones de favoritismo e indulgencia contra la fiscal, Kim Foxx. En junio de 2019, Foxx solicitó al estado que realizara una investigación independiente a cargo de un investigador especial. El 11 de febrero de 2020, después de que se completó una investigación adicional por parte de un fiscal especial, un gran jurado del condado de Cook acusó nuevamente a Smollett de seis cargos de alteración del orden público por hacer cuatro declaraciones policiales falsos. El 12 de junio de 2020, un juez rechazó la afirmación de Smollett de que su acusación de febrero violaba el principio de doble enjuiciamiento. Su juicio comenzó en noviembre de 2021 y el 9 de diciembre Smollett fue declarado culpable de cinco de los seis cargos.
El 10 de marzo de 2022, fue sentenciado a cumplir 150 días en la cárcel del condado y dos años y medio en libertad condicional. También se le ordenó que hiciera una restitución a la ciudad de Chicago de casi 120 000 dólares y se le impuso una multa de 25 000 dólares. Sus abogados presentaron un recurso de apelación al día siguiente. El 16 de marzo de 2022, un tribunal de apelaciones de Illinois ordenó que Smollett fuera liberado de la cárcel, luego de que pagara una fianza de reconocimiento personal de 150 000 dólares, a la espera del resultado de la apelación de su condena. El 1 de marzo de 2023, su abogado presentó una apelación a su sentencia de 150 días relacionada con la condena por alteración del orden público por su fraude de delito de odio. El 1 de diciembre de 2023, el tribunal confirmó la condena.

## Vida personal
Smollett se declaró homosexual públicamente durante una entrevista televisada con Ellen DeGeneres en marzo de 2015.
En 2007, Smollett no refutó tres cargos de delitos menores por proporcionar información falsa a las fuerzas del orden como resultado de una detención por conducir bajo los efectos del alcohol en la que le dio a la policía un nombre falso fingiendo ser su hermano. Smollett tampoco se declaró culpable de conducir con un nivel de alcohol en la sangre superior al límite legal y de conducir sin una licencia de conducir válida, por lo que recibió una multa y fue sentenciado a tres años de libertad condicional.